# Caesalpinia paipai
Caesalpinia paipai là một loài thực vật có hoa trong họ Đậu. Loài này được Ruiz & Pav. miêu tả khoa học đầu tiên.